# 大花会泽紫堇
大花会泽紫堇（学名：Corydalis mairei var. megalantha）为罂粟科紫堇属下的一个变种。

## 扩展阅读
- 維基物種上的相關：大花会泽紫堇